# Sybistroma digitiformis
Sybistroma digitiformis är en tvåvingeart som först beskrevs av Yang, Yang och Li 1998.  Sybistroma digitiformis ingår i släktet Sybistroma och familjen styltflugor. Inga underarter finns listade i Catalogue of Life.